# Los (Suecia)
Los (a veces escrito como Loos) es una localidad sueca (tätort) localizada en el municipio de Ljusdal, en la provincia de Gävleborg y la provincia histórica de Hälsingland. En 2023 tenía una población de 313 habitantes. El pueblo es conocido por su mina de cobalto del siglo xviii, donde Axel Fredrik Cronstedt descubrió el elemento químico del níquel en 1751. En la actualidad la mina es una atracción turística.

## Demografía
| 560                                                 | 652 | 621 | 614 | 530 | 567 | 530 | 458 | 426 | 403 | 387 | 354 |
| (Fuente: Oficina Central de Estadísticas de Suecia) |     |     |     |     |     |     |     |     |     |     |     |